# District historique de Fordyce-Ricks House
Le district historique de Fordyce-Ricks House (anglais : Fordyce-Ricks House Historic District) est un district historique de la ville américaine de Hot Springs, dans l'Arkansas. Protégé au sein du parc national de Hot Springs, il est inscrit au Registre national des lieux historiques depuis le 31 octobre 2003.